# Jeffrey Titford
Jeffrey Titford (n. 24 octombrie 1933, West Mersea, Anglia, Regatul Unit – d. 10 septembrie 2024) a fost un om politic britanic, membru al Parlamentului European în perioadele 1999-2004 și 2004-2009 din partea Regatului Unit.